# Freedom Records
Freedom Records est un label discographique indépendant américain, anciennement basé à Houston, au Texas, actif entre 1949 et 1951.

## Histoire
Freedom Records est fondé en 1949 à Houston par Shel Kahal, et produit des disques de rhythm and blues. 
Il est dirigé par Shel Safran et fondé par Alan Bates en tant que division de Black Lion Records.
La firme cesse ses activités en 1951. Les enregistrements individuels sont distribués par Polydor et Transatlantic Records au début des années 1970 avant que la société ne soit rachetée par Arista Records et que le label ne soit baptisé Arista/Freedom en 1975.

## Artistes
Les principaux artistes du label sont Goree Carter, Clarence Samuels, Joe Turner, Joe Houston et L.C. Williams.